# Сколімус іспанський
Сколімус іспанський, колючник іспанський (Scolymus hispanicus L.) — вид квіткових рослин родини айстрові (Asteraceae). лат. hispanicus — географічне епітет, що натякає на його місце проживання в Іспанії.

## Опис
Дворічна або недовго багаторічна рослина. Стебла 20-120 см, прямовисні, покриті короткими волосками, як правило, розгалужені від основи, іноді прості. Прикореневі листки перисторозсічені, верхні перисті. Квіти двостатеві. Квіткові голівки кінцеві й пахвові, діаметр становить від 1 до 3 сантиметрів. Пелюстки від яскраво-жовтих до оранжево-жовтих. Плоди сім'янки, 2-3 мм, без чубчика.

## Поширення
Північна Африка: Алжир, Єгипет, Марокко, Туніс. Західна Азія: Азербайджан, Грузія, Кіпр, Іран, Ізраїль, Йорданія, Ліван, Сирія, Туреччина. Європа: Албанія, Боснія і Герцеговина, Болгарія, Хорватія, Греція, Італія, Македонія, Чорногорія, Росія [Краснодар, Північний Кавказ], Румунія, Сербія, Словенія, Україна, Франція, Португалія, Гібралтар, Іспанія [вкл. Канарські острови]. Натуралізований: Лівія, Австралія, США, Аргентина, Чилі. Експансія: Бельгія, Німеччина, Польща, Швейцарія, Сполучене Королівство.

## Екологія
Росте на занедбаних полях, узбіччях доріг, дворах, ділянках, луках і пасовищах, між рівнем моря і 1225 м. Цвіте з травня по серпень.

## Використання
Рослина їстівна, роблять смачні рагу, омлет і навіть додають в супи і салати. Популярна в майже кожній провінції Іспанії, де, як правило, їдять в рагу під час весни. У Стародавній Греції, відомо, що ця рослина використовувалася в лікувальних і кулінарних цілях.

## Галерея

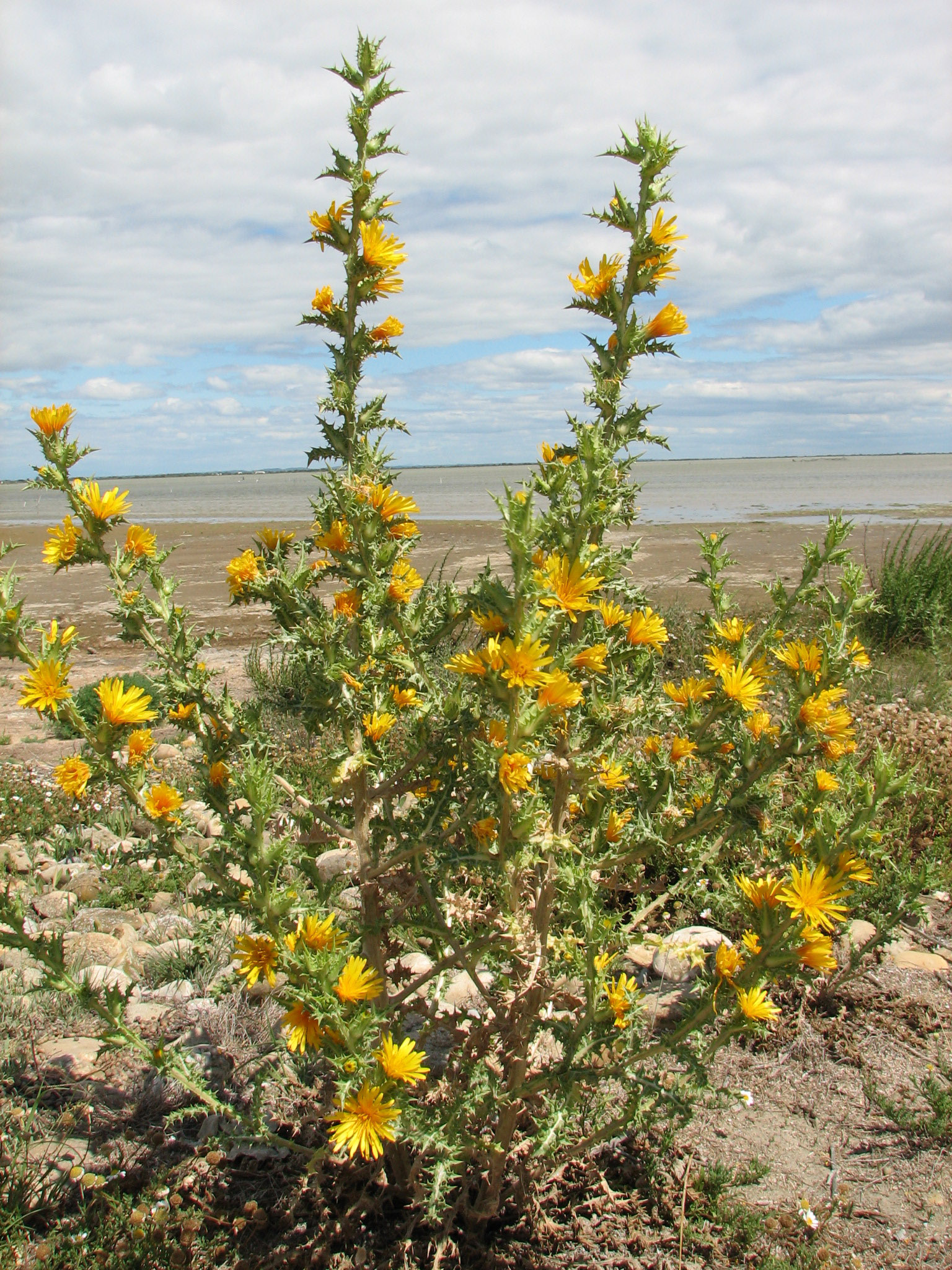
Рослина повністю
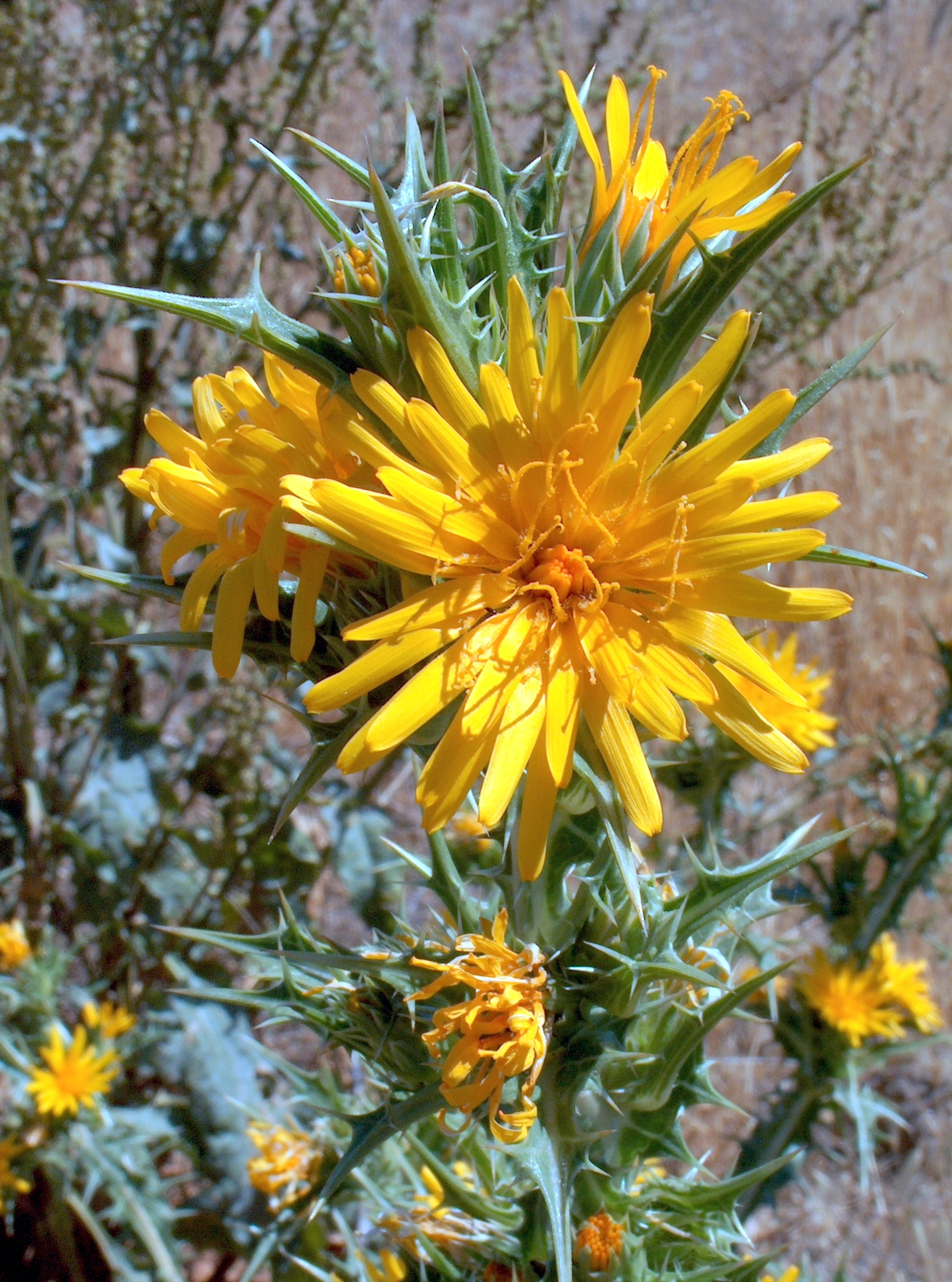
Квітка
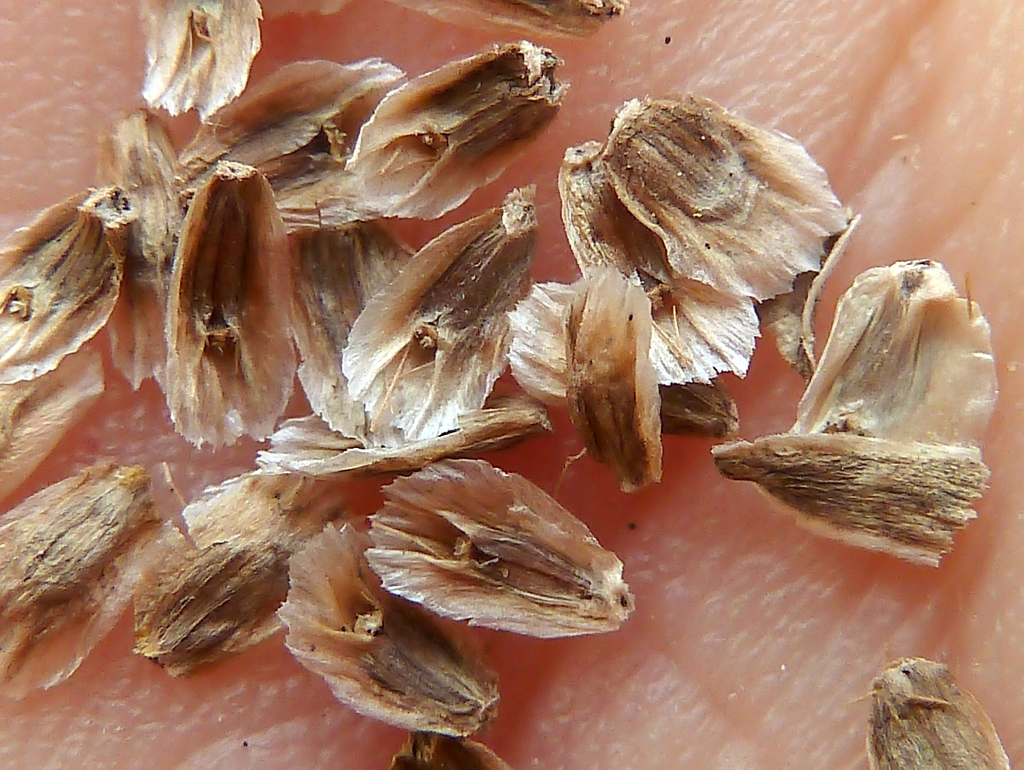
Фрукти
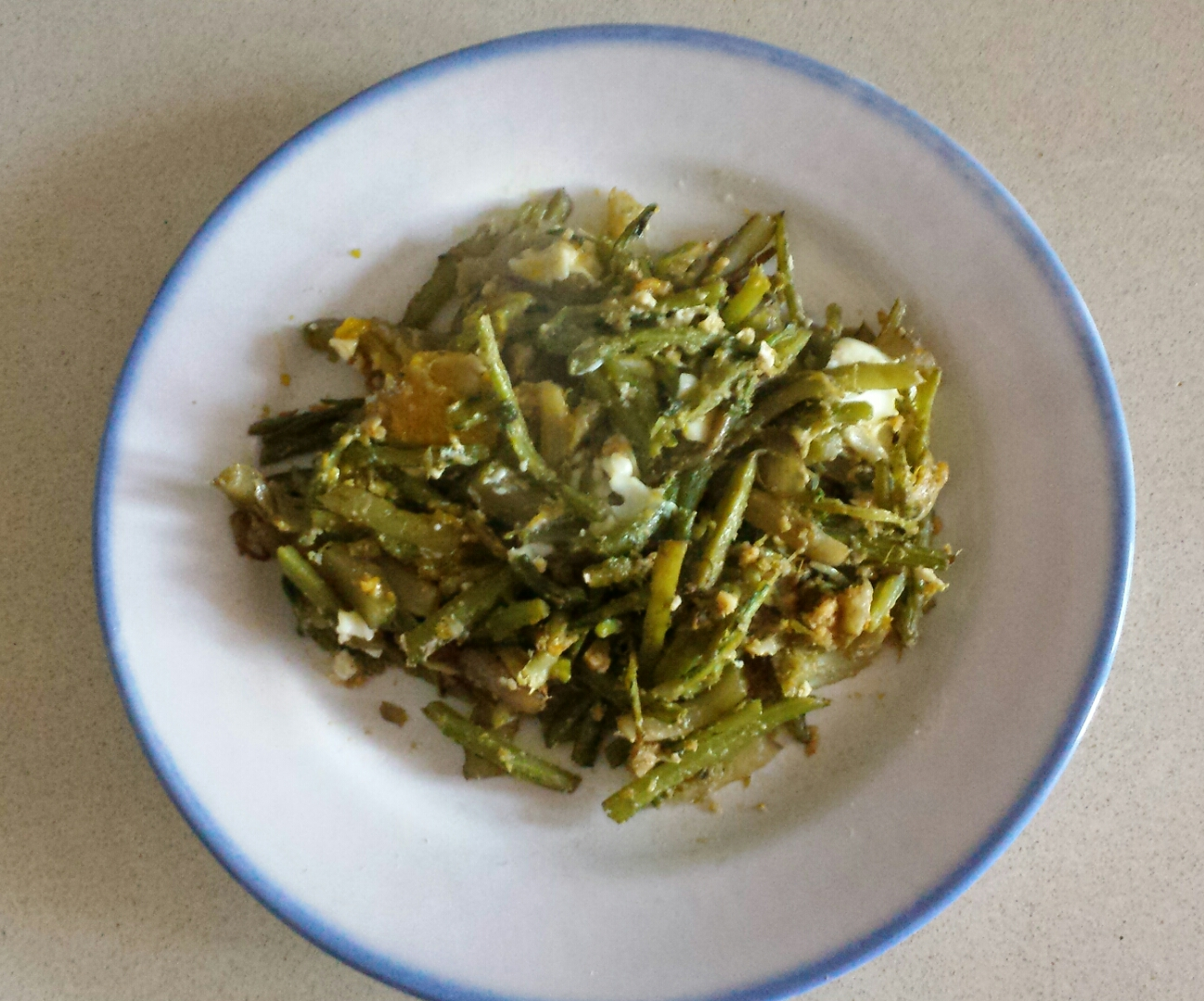
Страва

|  | Це незавершена стаття про айстрові. Ви можете допомогти проєкту, виправивши або дописавши її. |